# Lara Schmidt (Tennisspielerin)
Lara Schmidt (* 13. Oktober 1999 in Nürnberg) ist eine deutsche Tennisspielerin.

## Karriere
Schmidt begann mit acht Jahren das Tennisspielen und ihr bevorzugter Spielbelag ist der Hartplatz. Sie spielt bislang vor allem Turniere der ITF Women’s World Tennis Tour, wo sie bislang zwei Titel im Einzel gewinnen konnte.
Ihr Debüt auf der WTA Tour gab Schmidt 2016, als sie eine Wildcard für die Qualifikation zum Nürnberger Versicherungscup 2016 erhielt. Sie unterlag aber bereits in der ersten Runde gegen Tatjana Maria mit 1:6 und 0:6. Auch 2017 erhielt sie in Nürnberg eine Wildcard für die Qualifikation, scheiterte dort aber erneut gegen Amra Sadikovic mit 3:6 und 4:6 in der ersten Runde.
Sie trat 2017 auch bei den Juniorinnenwettbewerben im Einzel und Doppel der French Open und in Wimbledon an, konnte aber nur im Juniorinneneinzel der French Open einen Sieg in der ersten Runde gegen Diane Parry erzielen, die sie mit 6:3 und 7:65 schlug. Bei den Schönbusch Open als auch bei den Leipzig Open scheiterte sie mit einer Wildcard des Veranstalters bereits in der ersten Runde.
2018 scheiterte sie sowohl bei den Wiesbaden Tennis Open, als auch beim Nürnberger Versicherungscup und den Leipzig Open bereits in der ersten Runde.
2019 erreichte sie beim ITF Future Nord mit einem 6:2- und 6:3-Sieg über Gabriella Da Silva Fick das Achtelfinale. Beim ITF Women’s Open Klosters 2019 kam sie als Lucky Loser ins Hauptfeld, unterlag dort aber in der ersten Runde Bárbara Gatica mit 4:6 und 4:6. Bei den Leipzig Open 2019 siegte Schmidt in der ersten Runde gegen Polina Monowa, unterlag dann aber in der zweiten Runde gegen Tessah Andrianjafitrimo in drei Sätzen.
2023 gewann Schmidt ihren ersten ITF-Titel als Qualifikantin in Klosters gegen Kryszina Dsmitruk.
In der deutschen Tennisbundesliga spielt Lara Schmidt seit 2018 für den TC Blau-Weiß Dresden-Blasewitz. 2018 spielte sie dort in der 2. Liga und 2019 in der 1. Liga.
Bei den Nationalen Deutsche Hallen-Tennismeisterschaften erreichte sie 2016 mit einem Sieg über Lena Rüffer das Achtelfinale, 2017 kam sie mit Siegen über Alexandra Vecic, Romy Kölzer und Sarah-Rebecca Sekulic bis ins Halbfinale, wo sie der späteren Titelträgerin Tamara Korpatsch mit 2:6, 6:4 und 3:6 in drei Sätzen unterlag. 2018 zog sie mit Siegen über Angelina Wirges, Romy Kölzer und Mina Hodzic abermals ins Halbfinale ein, wo sie der späteren Siegerin Anna-Lena Friedsam nur knapp in drei Sätzen mit 7:6, 4:6 und 0:6 unterlag.

## Turniersiege

### Einzel
| Nr. | Datum           | Turnier  | Kategorie | Belag | Finalgegnerin     | Ergebnis |
| --- | --------------- | -------- | --------- | ----- | ----------------- | -------- |
| 1.  | 9. Juli 2023    | Klosters | ITF W25   | Sand  | Kryszina Dsmitruk | 6:3, 6:2 |
| 2.  | 25. August 2024 | Verbier  | ITF W35   | Sand  | Tina Nadine Smith | 6:4, 7:5 |